# Spindasis loxura
Spindasis loxura is een vlinder uit de familie van de Lycaenidae. De wetenschappelijke naam van de soort is voor het eerst gepubliceerd in 1919 door Hans Rebel.

## Verspreiding
De soort komt voor in de bossen van Congo-Kinshasa, Oeganda, Kenia, Tanzania en Zambia.

## Waardplanten
De rups leeft op Maesa lanceolata en Maesa welwitschii (Myrsinaceae).